# 林治远
林治远（1913年2月9日—2002年3月31日），号裕民，广东潮阳人，出生于天津市，北京市政设计研究院总工程师（教授级高级工程师）、副院长；享受政府特殊津贴；中国工程设计大师、天安门广场开国大典旗杆设计者。1949年开国大典毛主席亲手升起第一面五星红旗所用的旗杆，由林治远亲手设计施工完成。如今，开国大典上的第一面五星红旗，连同旗杆和自动升降装置、汉白玉旗座都珍藏于中国国家博物馆。

## 生平
林治远为广东潮阳人，1913年2月9日出生于天津。1935年，林治远在北洋大学土木工程系毕业，之后从事工程建设工作，并担任北洋大学北平部的教员。
中华人民共和国成立后，历任北京市人民政府建设局技正、正工程师。1950年，北京市建设局局务会议决定成立道路规划小组，林治远任组长（仇方城担任副组长），此外他还担任建设局计划室主任，5月主持《道路建设规划草案》，并于5月28日向北京市政府提交《北京市道路建设规划》，之后担任北京市人民政府建设局道路工程事务所主任。
1955年，北京市政总院（后北京市市政工程设计研究总院）成立，他调入市政院，1956年，加入中国共产党。历任设计室主任、技术室主任。1957年1月至1966年10月，担任副院长，之后担任院副总工程师。1979年7月至1987年4月，出任总工程师。1988年，退休，出任院技术顾问委员会主任。1989年，中华人民共和国建设部授予“中国工程设计大师”称号。1990年，为中国公路学会与中国交通工程学会荣誉理事，译有《城市间道路和市区道路》。2002年3月31日在北京逝世，享年89岁。

## 贡献

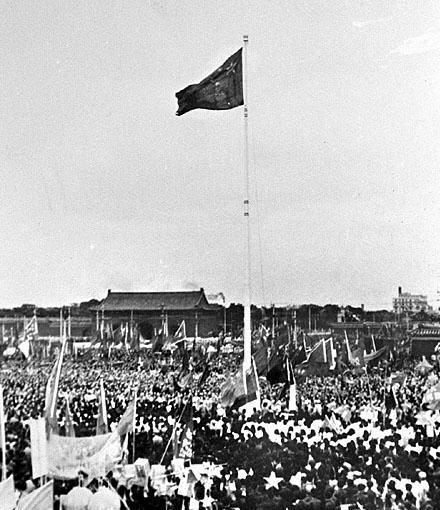
林治远设计的首面中华人民共和国国旗所用的旗杆与自动升降设施，现藏于中国国家博物馆

林治远长期从事城市道路设计及科研工作，领导、主持代表工程设计与科研项目有：
- 主持天安门国庆工程设计与施工（1949年至1951年）
  - 1949年中华人民共和国开国大典中毛泽东主席亲手升起第一面中华人民共和国国旗所用的旗杆与自动升降设施[7][6]。
- 国庆10周年工程中主持天安门广场、道路工程项目设计（1959年）[4]
  - 包括天安门广场的全部铺装，广场东西侧道路的修建，东、西长安街的改建等。
- 北京市斋堂公路工程（1957年至1958年）[8]
- 北京市山区道路设计（1965年至1972年）[9]
  - 三家店至大同公路的北京段[9]
  - 怀柔至丰宁公路[9]
  - 琉璃庙至四海公路[9]
- 北京二环路北半环的设计（1970年至1980年）[10]
  - 北京市前三门大街道路工程（崇文门、正阳门、宣武门）[11]
- 中华人民共和国建设部委托市政工程设计院主编的《城市道路设计规范》，主持北京市柔性路面设计方法与参数研究（1981年至1988年）[12]
- 建设部委托市政工程设计院主编的《柔性路面设计参数测定方法》（CJJ/T59-94，1988年至1993年）[13]

## 家庭
林治远与妻子卢励智（毕业于医科大专）婚后有子女：
- 长子林尊琪（林遵琪），1942年出生，中国科学院院士，中国科学院上海光学精密机械研究所高功率激光物理联合实验室总工程师、高功率激光技术专家[14]。
- 次子林遵义，1945年出生，西安近代化学研究所工作至退休[6]。

## 纪念
2019年10月，在电影《我和我的祖国》第一个单元《前夜》（管虎导演）中，黄渤出演林治远，演绎其在1949年期间设计准备国旗所用的旗杆与自动升降设施的故事。